# Marchese Championship Racer
Marchese Championship Racer – samochód wyścigowy konstrukcji Marchese, który uczestniczył w wyścigach Indianapolis 500 w latach 1938–1951.

## Historia
W 1938 roku bracia Carl i Tudy Marchese zbudowali model Championship Racer, pierwszy model własnej konstrukcji na Indianapolis 500. Był on napędzany silnikiem Miller. W celu uzyskania korzyści aerodynamicznych przy wysokich prędkościach bracia umieścili dwie chłodnice w sekcjach bocznych. Kierowca tego pojazdu, Harry McQuinn, zakwalifikował się do wyścigu jako 25, a ukończył go na siódmym miejscu.
W 1940 poczyniono szereg zmian w samochodzie. wliczając w to zastosowanie sprężarki. Kierowcy Tony Willman i Harry McQuinn nie zdołali się jednak zakwalifikować do wyścigu. W następnym roku Paul Russo zakwalifikował się na osiemnastej pozycji, a ukończył wyścig jako dziewiąty. Następnie przerwano rozgrywanie Indianapolis 500 ze względu na II wojnę światową.
Pierwszy wyścig po wojnie odbył się w 1946 roku. Samochód zachował silnik Miller, ale jego nos był zmodyfikowany. Jego kierowca Tony Bettenhausen zakwalifikował się do wyścigu, ale nie wystartował w nim, jako że pojazd został wycofany.
W 1947 roku bracia Marchese zamówili jednostkę Offenhauser, którym zastąpili silnik Miller na Indianapolis 500 1948. Usunięto również chłodnice z sekcji bocznych. Kierowca Myron Fohr nie zakwalifikował się jednak do wyścigu. W serii AAA Championship Car samochód wygrał wyścigi w Springfield i Milwaukee, dzięki czemu bracia Marchese wygrali klasyfikację właścicieli, a Fohr zajął drugie miejsce w klasyfikacji kierowców.
W 1949 roku Fohr zajął czwarte miejsce w Indianapolis 500, a w mistrzostwach AAA ponownie zdobył tytuł wicemistrzowski.
W Indianapolis 500 1950 samochód uzyskał sponsoring firmy Bardahl. Myron Fohr zakwalifikował się na szesnastej pozycji, natomiast ukończył rywalizację na jedenastej. Rok później Fohra zastąpił Chuck Stevenson. Podczas wyścigu, na 93 okrążeniu, jego samochód zapalił się. Samochód został naprawiony, ale w następnym wyścigu – 100 mil Syrakuz – Stevenson uczestniczył w poważnej kolizji. Samochód nie został odbudowany.
Krótko po 100 mil Syrakuz samochód został zakupiony przez Davida Uihleina, a później został odbudowany do specyfikacji 1951 z pomocą Bustera Warke'a, Freda Nickelsa i Joe Silnesa.

## Wyniki
| Legenda oznaczeń w tabelach wyników Wyświetl szablon na nowej stronie | Legenda oznaczeń w tabelach wyników Wyświetl szablon na nowej stronie                                                                     |
| Oznaczenie                                                            | Wyjaśnienie |
| --------------------------------------------------------------------- | --- |
| Złoty                                                                 | Zwycięzca lub mistrzostwo |
| Srebrny                                                               | 2. miejsce lub wicemistrzostwo |
| Brązowy                                                               | 3. miejsce lub II wicemistrzostwo |
| Zielony                                                               | Ukończył, punktował (w klasyfikacji generalnej, gdy zdobył co najmniej jeden punkt na przestrzeni sezonu, poza trzema powyższymi opcjami) |
| Niebieski                                                             | Ukończył, nie punktował (w klasyfikacji generalnej, gdy nie zdobył co najmniej jednego punktu na przestrzeni sezonu)                      |
| Czerwony                                                              | Nie zakwalifikował się (NZ) |
| Czerwony                                                              | Nie prekwalifikował się (NPK) |
| Różowy                                                                | Nie ukończył (NU) |
| Różowy                                                                | Niesklasyfikowany (NS) (w klasyfikacji generalnej, gdy nie został sklasyfikowany w żadnym wyścigu sezonu)                                 |
| Czarny                                                                | Zdyskwalifikowany (DK) |
| Czarny                                                                | Wykluczony (WYK/EX) |
| Biały                                                                 | Nie wystartował (NW) |
| Biały                                                                 | Kontuzjowany (K/INJ) |
| Biały                                                                 | Wyścig odwołany (OD/C) |
| Bez koloru                                                            | Został wycofany (WYC/WD) |
| Bez koloru                                                            | Nie przybył (NP/DNA) |
| Bez koloru                                                            | Nie brał udziału w treningach (NT/DNP) |
| Bez koloru                                                            | Nie został zgłoszony (–) |
| Pogrubienie                                                           | Start z pole position |
| Kursywa                                                               | Najszybsze okrążenie wyścigu |
| †                                                                     | Nie ukończył, ale jego rezultat został zaliczony ze względu na przejechanie więcej niż 90% dystansu wyścigu.                              |
| *                                                                     | Sezon w trakcie |
| 1/2/3                                                                 | Punktowana pozycja w sprincie kwalifikacyjnym                                                                                             |
| Lista systemów punktacji Formuły 1                                    | |

### Indianapolis 500
| Rok  | Kierowca          | Nr | Kwal. | Wynik | Okr. | Lider | Uwagi       | Źródło |
| ---- | ----------------- | -- | ----- | ----- | ---- | ----- | ----------- | ------ |
| 1938 | Harry McQuinn     | 45 | 25    | 7     | 197  | 0     |             | [ 1 ]  |
| 1939 | ?                 |    | NZ    |       |      |       |             | [ 2 ]  |
| 1940 | Tony Willman      | 45 | NZ    |       |      |       |             | [ 3 ]  |
| 1940 | Harry McQuinn     | 45 | NZ    |       |      |       |             | [ 3 ]  |
| 1941 | Paul Russo        | 45 | 18    | 9     | 200  | 0     |             | [ 4 ]  |
| 1946 | Tony Bettenhausen | 27 |       |       |      |       | wycofał się | [ 5 ]  |
| 1948 | Myron Fohr        | 32 | NZ    |       |      |       |             | [ 6 ]  |
| 1949 | Myron Fohr        | 2  | 13    | 4     | 200  | 0     |             | [ 7 ]  |
| 1950 | Myron Fohr        | 2  | 16    | 11    | 133  | 0     |             | [ 8 ]  |
| 1951 | Chuck Stevenson   | 8  | 19    | 20    | 93   | 0     | pożar       | [ 9 ]  |

### Formuła 1
W latach 1950–1960 wyścig Indianapolis 500 był eliminacją Mistrzostw Świata Formuły 1.
| Sezon | Zespół                | Silnik      | Kierowcy        | Wyniki w poszczególnych eliminacjach | Wyniki w poszczególnych eliminacjach | Wyniki w poszczególnych eliminacjach | Wyniki w poszczególnych eliminacjach | Wyniki w poszczególnych eliminacjach | Wyniki w poszczególnych eliminacjach | Wyniki w poszczególnych eliminacjach | Wyniki w poszczególnych eliminacjach | Wyniki kierowców | Wyniki kierowców | Wyniki konstruktora | Wyniki konstruktora |
| 1950  |                       |             |                 | Wielka Brytania                      | Monako                               | Stany Zjednoczone                    | Szwajcaria                           | Belgia                               | Francja                              | Włochy                               |                                      | Pkt.             | Msc.             | Pkt.                | Msc.                |
| ----- | --------------------- | ----------- | --------------- | ------------------------------------ | ------------------------------------ | ------------------------------------ | ------------------------------------ | ------------------------------------ | ------------------------------------ | ------------------------------------ | ------------------------------------ | ---------------- | ---------------- | ------------------- | ------------------- |
| 1950  | Bardahl/Carl Marchese | Offenhauser | Myron Fohr      | -                                    | -                                    | 11                                   | -                                    | -                                    | -                                    | -                                    |                                      | 0                | 42               | –                   | –                   |
| 1951  |                       |             |                 | Szwajcaria                           | Stany Zjednoczone                    | Belgia                               | Francja                              | Wielka Brytania                      | Niemcy                               | Włochy                               |                                      | Pkt.             | Msc.             | Pkt.                | Msc.                |
| 1951  | Bardahl/Carl Marchese | Offenhauser | Chuck Stevenson | -                                    | NU                                   | -                                    | -                                    | -                                    | -                                    | -                                    | -                                    | 0                | NS               | –                   | –                   |